# Donja Bela Reka (miasto Bor)
Donja Bela Reka (cyr. Доња Бела Река) – wieś w Serbii, w okręgu borskim, w mieście Bor. W 2011 roku liczyła 741 mieszkańców.